# Быстромонтируемый кран

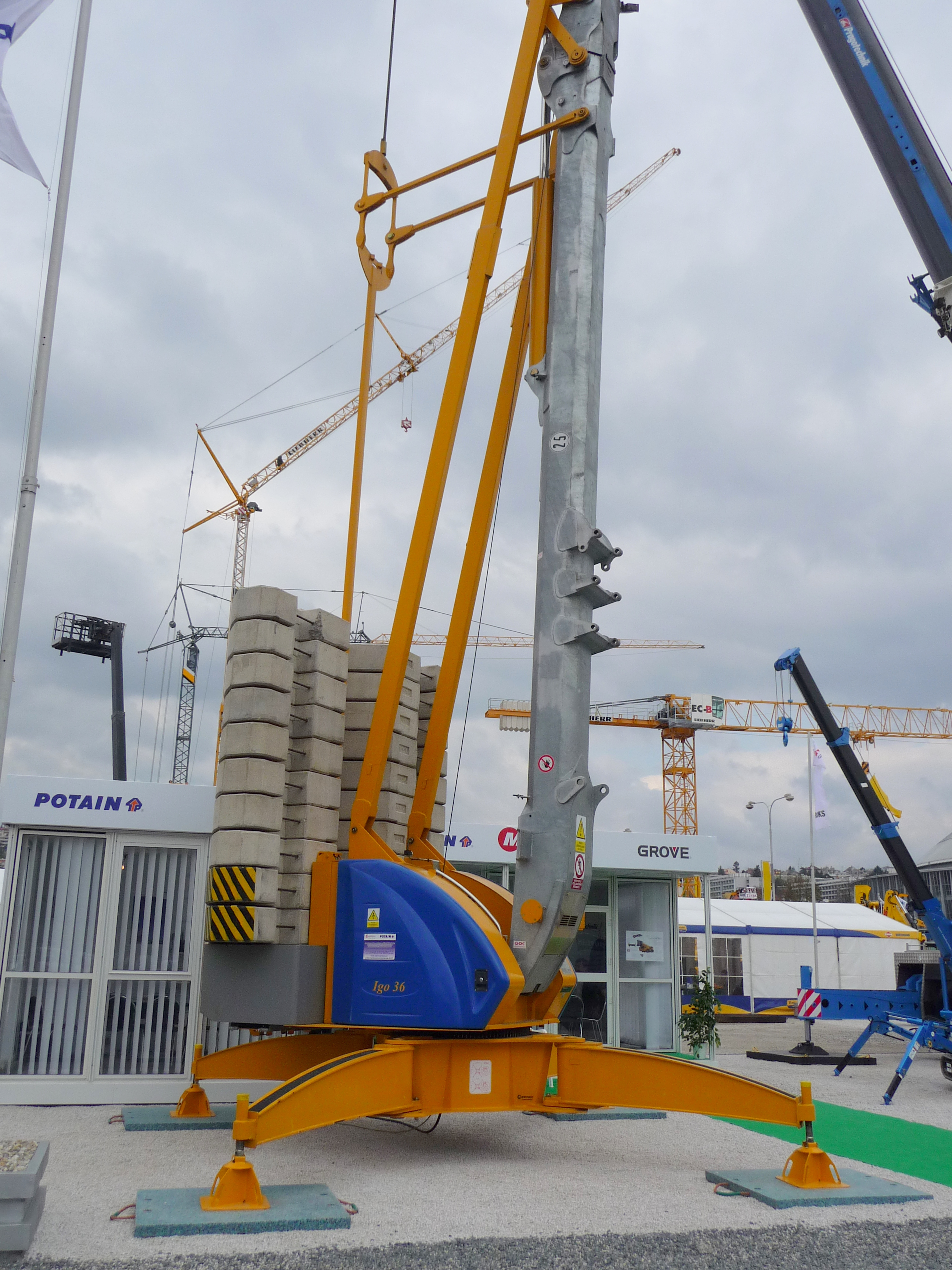
Быстромонтируемый кран телескопической конструкции, Брно

Быстромонтируемый кран (англ. self-erecting crane) — башенный кран, монтируемый на объекте с помощью собственных механизмов, без верхолазных работ и с оперативным временем монтажа не более получаса. Монтаж крана занимает (в зависимости от модели) до 4 часов и производится бригадой до трёх человек.

## Устройство и принцип работы
Башня крана может представлять собой как решётчатую, так и трубчатую (коробчатого сечения) конструкцию (может быть секционной). Конструкция верха башни может быть выполнена как плоской, так и иметь оголовок. Рабочая стрела — обычно балочная, с перемещающейся вдоль грузовой тележкой. Как правило, решётчатая (может быть секционной и наращиваемой). Стрела может быть установлена под углом от 30 до 40 ° (в случае секционности, головная секция стрелы может быть поднята на угол от 45 до 160 °). В состав конструкции крана зачастую входит противовесная консоль. Стрела, башня, противовесная консоль кранов, блоки противовеса и опоры — раскладные.
Краны могут быть несамоходными (перемещаемые при помощи тягача), стационарными (устанавливается на четырёх гидравлических опорах) или передвижными. В качестве ходовых на самоходных кранах применяются рельсовое устройство, колёсное (к примеру, шасси автомобильного типа) или гусеничное шасси.
Монтаж быстромонтируемых кранов осуществляется при помощи собственных механизмов: либо гидравлических, либо тяговых (кран раскладывается и складывается путём определенных запасовок и перепасовок канатов), т.е. без осуществления высотных монтажных работ.
Управление кранами может осуществляться как с пульта управления (беспроводного или кабельного), так и из кабины управления, которая способна (в зависимости от модели) перемещаться вдоль башни и фиксироваться на любой её высоте. Диапазон рабочих температур: от −40 °C до +40 °C, отдельные модели — от −60 °C до +40 °C.

## Технические характеристики
Характеристики современных быстромонтируемых кранов достигают:
| Грузоподъёмность, т:                      | до 8          |
| Вылет, м:                                 | от 16 до 50   |
| Высота подъёма, м:                        | от 16 до 51   |
| Масса собственная, т (масса противовеса): | до 64 (до 46) |

## Достоинства и недостатки
К достоинствам быстромонтируемых кранов относят:
- Невысокая цена.
- Экономичность.
- Самомонтаж (монтаж не требует других грузоподъёмных машин и занимает от 30 минут до 4 часов).
- Высокая мобильность и удобство в транспортировке: кран в сложенном положении перевозится на трейлере в собранном виде.

Основные недостатки этих кранов:
- Высота подъёма крюка существенно ограничена.
- Подготовленная площадка (до 4,5-5 м).

## Применение
Основные области применения быстромонтируемых кранов:
- Малоэтажное строительство (5-7 этажей): жилые, административные здания и проч.
- Строительство мостов и транспортных развязок.
- Погрузочно-разгрузочные работы на складах, базах и т. п.
- Установка различных конструкций (в том числе в стеснённых условиях).

Быстромонтируемые краны могут использоваться как на начальном этапе при строительстве зданий и сооружений (в том числе высотных), так и быть вспомогательными для кранов, обладающей большей высотой подъёма.

## Транспортировка
Перевозку кранов осуществляют:
- Автотранспортом. Краны могут перевозиться по дорогам общего пользования в сложенном состоянии — как буксировкой стандартным автотранспортом, так и на трейлере или на тягаче с подкатными тележками (прицеп или полуприцеп, в том числе низкорамный). Для перевозки такого крана, как правило, не требуется разрешение ГИБДД. Скорость транспортировки может достигать 80 км/ч.

## Примечание
1. ↑  Правила устройства и безопасной эксплуатации грузоподъёмных кранов (ПБ 10-382-00, 2005 — 236c. ISBN 5-93586-418-5)
2. 1 2 3 4 5 6 7 8  В. Новосёлов: Экономичный вариант. Быстромонтируемые башенные краны — Журнал «Строительная Техника и Технологии», № 7, 2009 год
3. 1 2  Д. Абдюшев: «Быстрые» краны — Журнал «Основные Средства», № 11/2007
4. ↑  Быстромонтируемые башенные краны. krancompany.ru. Дата обращения: 8 февраля 2016. Архивировано 29 февраля 2016 года.
5. ↑  в зависимости от марки и модели крана